# Gennadij Batygin
Gennadij Semjonovič Batygin (rusky Генна́дий Семёнович Баты́гин; 19. února 1951 ve Lvově, Sovětský svaz – 1. června 2003 v Moskvě, Rusko) byl ruský sociolog.

## Životopis
V roce 1974 absolvoval filosofickou fakultu Lomonosovovy univerzity. V roce 1977 obhájil kandidátskou práci a v roce 1986 dosáhl vědecké hodnosti doktora věd. V letech 1974–2003 působil v Sociologickém ústavu RAV. V roce 1994 zastával funkci šéfredaktora Sociologického časopisu.